# Бромид золота(I)
Бромид золота(I) (монобромид золота) — бинарное неорганическое химическое соединение золота с бромом состава AuBr.

## Физические свойства
Лимонно-жёлтые или желтовато-серые (в зависимости от кристаллической структуры) кристаллы. Термически неустойчив.
В воде малорастворим. Растворим в концентрированных водных растворах галогенводородных кислот и галогенидов щелочных металлов.

### Кристаллическая структура
Кристаллическая структура бромида золота(I) известна в двух модификациях.
Модификация с объёмноцентрированной тетрагональной решеткой изоструктурна AuCl. Параметры ячейки: а = 0,6734 нм, с = 0,8674 нм, угол Au-Br-Au — 92,3°, пространственная группа I41/amd, Z = 8.
Модификация с примитивной тетрагональной решеткой изоструктурна AuI. Параметры ячейки: а = 0,4296 нм, с = 1,2146 нм, угол Au-Br-Au — 77°, пространственная группа P42/ncm, Z = 4.

## Химические свойства
Бромид золота(I) по химическим свойствам сходен с AuCl.
Под воздействием действием света, тёплой воды, слабого нагревания, ацетона, эфира и спирта AuBr, подобно AuCl, либо диспропорционирует, либо отщепляет бром:
{\displaystyle {\mathsf {3AuBr\rightarrow AuBr_{3}+2Au}}}
{\displaystyle {\mathsf {2AuBr\rightarrow 2Au+Br_{2}}}}
При слабом подогревании взвеси AuBr в растворе KOH образуется тёмно-фиолетовый AuOH.
В концентрированных растворах галогеноводородных кислот и их щелочных солей AuBr растворяется с образованием комплексного, малоустойчивого в присутствии воды аниона [AuHal2]−, относительно стабильного в неводных средах.
С аммиаком, пиридином, триалкилфосфинами, СО и многими другими веществами AuBr образует комплексы.

## Синтез
Бромид золота(I) может быть получен:
- прямым синтезом из простых веществ:

{\displaystyle {\mathsf {2Au+Br_{2}\rightarrow 2AuBr}}} (реакция начинается уже при комнатной температуре с образованием смеси AuBr3 и AuBr, а выше 60 °С — только AuBr)
- путём неполного термического разложения AuBr3 при контроле температуры и давления (или осторожным восстановлением)[9]:

{\displaystyle {\mathsf {AuBr_{3}{\xrightarrow {140-200^{o}C}}AuBr+Br_{2}}}} (выше 250 °С идёт полное разложение на элементы)
- нагреванием Н[AuBr4] в вакууме при 10 °С.

## Применение
Бромид золота(I) используется в одной из схем получения наночастиц золота путём термолиза комплекса AuBr с олеиламином.

## Токсичность
Как и другие соединения золота, при длительном контакте бромид золота(I) вызывает у человека специфические аллергические дерматиты и экземы, проявляющиеся в виде рецидивирующих папулёзных высыпаний на кистях, предплечьях и лице.